# Коконоэ
Коконоэ (яп. 九重町 Коконоэ-мати) — посёлок в Японии, находящийся в уезде Кусу префектуры Оита. Площадь посёлка составляет 271,41 км², население — 9804 человека (1 августа 2014), плотность населения — 36,12 чел./км².

## Географическое положение
Посёлок расположен на острове Кюсю в префектуре Оита региона Кюсю. С ним граничат города Такета, Юфу и посёлки Кусу, Огуни, Минамиогуни.

## Население
Население посёлка составляет 9804 человека (1 августа 2014), а плотность — 36,12 чел./км². Изменение численности населения с 1980 по 2005 годы:
| 1980 | 14 407 чел. |  |
| 1985 | 13 672 чел. |  |
| 1990 | 12 848 чел. |  |
| 1995 | 12 022 чел. |  |
| 2000 | 11 566 чел. |  |
| 2005 | 11 108 чел. |  |

## Символика
Деревом посёлка считается Quercus acutissima, цветком — Rhododendron kiusianum, птицей — обыкновенная кукушка.